# Michael Forbes
Michael Patrick Forbes (ur. 16 lipca 1952 w Riverhead) – amerykański polityk, członek Partii Republikańskiej, a od 1999 Partii Demokratycznej.

## Działalność polityczna
W okresie od 3 stycznia 1995 do 3 stycznia 2001 przez trzy kadencje był przedstawicielem 1. okręgu wyborczego w stanie Nowy Jork w Izbie Reprezentantów Stanów Zjednoczonych.